# Immeuble (96 et 98 rue Colbert, Tours)
L'immeuble, 96 et 98 rue Colbert est une ancienne maison à colombages dans la ville de Tours, dans le département français d'Indre-et-Loire.
Il est sans doute construit au XVIe siècle mais largement remanié ultérieurement ; sa façade sur rue, deux escaliers extérieurs et des cheminées dans certaines pièces sont classés comme monument historique en 1946.

## Localisation
L'immeuble est situé dans le Vieux-Tours, dans la rue Colbert. Cette rue, reprenant le tracé d'une voie antique, est jusqu'au XVIIIe siècle la principale rue de Tours, reliant les quartiers proches de la basilique Saint-Martin à l'ouest au secteur de la cathédrale Saint-Gatien à l'est.

## Histoire
L'édifice semble construit au XVe ou au XVIe siècle. Il est peut-être divisé en deux au XVIIe siècle avant d'être remanié au siècle suivant. Enfin, au XIXe siècle, entre 1818 et 1839, ses façades sur la rue Colbert sont frappées d'alignement.
Sa façade sur la rue Colbert, deux escaliers en bois donnant sur une cour intérieure et des cheminées dans certaines pièces sont classées comme monument historique par arrêté du 27 juin 1946.

## Description

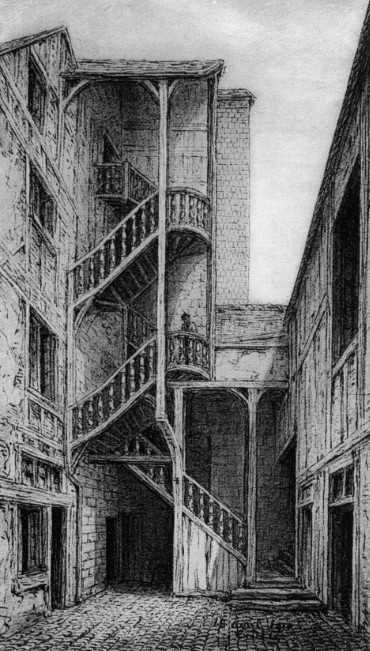
Escalier sur cour (1912).

L'immeuble comporte un rez-de-chaussée, deux étages et un comble.
Sur la rue Colbert, la façade est à pans de bois avec une couverture en ardoise. Un mur partage en deux cette propriété. Dans la cour intérieure, deux escaliers en charpente, l'un hélicoïdal et l'autre à volées droites, desservent respectivement les étages d'une moitié de l'immeuble. Une toiture commune couvre les deux escaliers.

## Pour en savoir plus